# Hugo de Grote
Hugo de Grote (Fontaines-en-Sologne, 897 – Dourdan, 16 juni 956) was in zijn tijd de machtigste edelman in Frankrijk. Hij weigerde tot driemaal toe om koning te worden maar gaf er de voorkeur aan om zwakkere koningen op de troon te plaatsen om zo direct zijn eigen belangen te kunnen behartigen.
Hugo was de zoon van Robert I van Frankrijk en Beatrix van Vermandois. Na het overlijden van zijn vader in de Slag bij Soissons in 923, werd hem de kroon aangeboden. Hij weigerde echter, en zijn zwager Rudolf I van Frankrijk werd toen tot koning gekozen. Hugo was toen markgraaf van Bretagne, graaf van Parijs, Troyes, Orléans, en lekenabt van Saint-Denis, Saint-Germain-des-Prés, Marmoutier, Saint-Martin te Tours, Carmery, Villeloin. In de volgende jaren werd hij hertog van Neustrië en verwierf hij ook nog de graafschappen Autun, Auxerre, Nevers, Sens, Chalon en Mâcon. Na het kinderloos overlijden van Rudolf in 936 weigerde Hugo opnieuw de kroon maar vroeg Lodewijk IV van Frankrijk, die als kind door zijn moeder in Engeland in veiligheid was gebracht, om koning te worden. Hugo bedong voor zichzelf natuurlijk een positie van uitzonderlijke macht en invloed, onder de nieuwe koning. In 938 werd hij benoemd tot mede-hertog van Bourgondië.
Daarna kwam Hugo in conflict met Lodewijk, die probeerde een zelfstandige positie als koning te verwerven. Hugo sloot in 940 met Herbert II van Vermandois en met Willem I van Normandië een bondgenootschap tegen Lodewijk IV. Ze belegerden Reims en versloegen de koning toen die probeerde de stad te ontzetten. In plaats van Lodewijk erkenden ze Otto I de Grote als koning. Uiteindelijk werd er in 942 te Wezet een vrede bemiddeld door Otto en zijn zuster Gerberga van Saksen, die met Lodewijk was getrouwd. Toen de Normandiërs Lodewijk in 945 gevangennamen, droegen ze hem over aan Hugo. En die liet Lodewijk pas in 946 vrij toen die de stad Laon aan hem had afgestaan. In dat jaar gebruikte Hugo de dood van Herbert II van Vermandois om diens erfenis te versnipperen over diens kinderen, zodat geen van hen nog zo machtig zou kunnen worden als hun vader. De Universele Synode van Ingelheim dreigde Hugo in 948 met excommunicatie als hij Lodewijk niet zou compenseren. De excommunicatie is ook een korte tijd daadwerkelijk uitgesproken maar Lodewijk kreeg Laon terug en geleidelijk verzoenden Hugo en Lodewijk zich met elkaar. Na het overlijden van Lodewijk in 954 weigerde Hugo opnieuw de kroon maar steunde het regentschap van Gerberga. In ruil daarvoor werd Hugo tot hertog van Bourgondië en Aquitanië benoemd. Een expeditie naar Aquitanië om zijn gezag als hertog te vestigen mislukte (beleg van Poitiers (955)), maar Bourgondië erkende hem wel als hertog.
Hij werd begraven in de Kathedraal van Saint-Denis.

## Huwelijken en kinderen
Hugo was in zijn eerste huwelijk getrouwd met Judith, dochter van Rogier van Maine. In zijn tweede huwelijk was hij getrouwd met Eadhild, een zuster van koning Athelstan van Engeland. Als derde vrouw trouwde hij 14 september 937 Hedwig van Saksen, dochter van de Duitse koning Hendrik de Vogelaar en zuster van Otto I van Duitsland. Zij kregen de volgende kinderen:
- Beatrix, geboren rond 938, huwde met Frederik I van Lotharingen
- Hugo, geboren rond 940, die later onder de naam Hugo Capet Koning van Frankrijk zal worden.
- Emma (ovl. na 968), getrouwd met Richard I van Normandië
- Otto, geboren in 945, wordt hertog van Bourgondië en graaf van Auxerre.
- Odo, geboren in 948, noemt zich ook wel Hendrik

Bij een minnares kreeg hij nog een zoon Herbert, die werd benoemd tot bisschop van Auxerre.

## Voorouders
| Voorouders van Hugo de Grote (897-956) | Voorouders van Hugo de Grote (897-956)                                 | Voorouders van Hugo de Grote (897-956)                                 | Voorouders van Hugo de Grote (897-956)                                 | Voorouders van Hugo de Grote (897-956)                                 | Voorouders van Hugo de Grote (897-956)                                 | Voorouders van Hugo de Grote (897-956)                                 | Voorouders van Hugo de Grote (897-956)                                 | Voorouders van Hugo de Grote (897-956)                                 |
| -------------------------------------- | ---------------------------------------------------------------------- | ---------------------------------------------------------------------- | ---------------------------------------------------------------------- | ---------------------------------------------------------------------- | ---------------------------------------------------------------------- | ---------------------------------------------------------------------- | ---------------------------------------------------------------------- | ---------------------------------------------------------------------- |
| Overgrootouders                        | Robert van Worms (790-834) ∞ Waldrada van Orléans (-)                  | Robert van Worms (790-834) ∞ Waldrada van Orléans (-)                  | Hugo van Tours (775-837) ∞ Ava van Morvois (-)                         | Hugo van Tours (775-837) ∞ Ava van Morvois (-)                         | Pepijn van Vermandois (818–850) ∞ ? (-)                                | Pepijn van Vermandois (818–850) ∞ ? (-)                                | ? (-) ∞ ? (-)                                                          | ? (-) ∞ ? (-)                                                          |
| Grootouders                            | Robert IV de Sterke (820-866) ∞ Adelheid van Tours (-866)              | Robert IV de Sterke (820-866) ∞ Adelheid van Tours (-866)              | Robert IV de Sterke (820-866) ∞ Adelheid van Tours (-866)              | Robert IV de Sterke (820-866) ∞ Adelheid van Tours (-866)              | Herbert I van Vermandois (850-907) ∞ Bertha van Morvois (862-907)      | Herbert I van Vermandois (850-907) ∞ Bertha van Morvois (862-907)      | Herbert I van Vermandois (850-907) ∞ Bertha van Morvois (862-907)      | Herbert I van Vermandois (850-907) ∞ Bertha van Morvois (862-907)      |
| Ouders                                 | Robert van Bourgondië (866-923) ∞ 895 Beatrix van Vermandois (880-931) | Robert van Bourgondië (866-923) ∞ 895 Beatrix van Vermandois (880-931) | Robert van Bourgondië (866-923) ∞ 895 Beatrix van Vermandois (880-931) | Robert van Bourgondië (866-923) ∞ 895 Beatrix van Vermandois (880-931) | Robert van Bourgondië (866-923) ∞ 895 Beatrix van Vermandois (880-931) | Robert van Bourgondië (866-923) ∞ 895 Beatrix van Vermandois (880-931) | Robert van Bourgondië (866-923) ∞ 895 Beatrix van Vermandois (880-931) | Robert van Bourgondië (866-923) ∞ 895 Beatrix van Vermandois (880-931) |

- Gemeinsame Normdatei: 138772053
- International Standard Name Identifier: 0000 0000 3481 7183
- Library of Congress Control Number: n97101718
- Virtual International Authority File: 9136221
- WorldCat: E39PBJrrtvmbcX8ytDdBMQqxXd